# Rzutnia granatów
Rzutnia granatów – przygotowany i zabezpieczony teren do nauki rzucania granatami ręcznymi.
Rzutnie granatów występują jako:
1. szkolne – mogą być tymczasowe albo stałe. Rzutnia tymczasowa położona jest na obszarze terenu, który jest płaski i miękki o długości 60 i szerokości 10–20 metrów. Podzielony on jest białymi liniami na pasy podłużne mające szerokość 2 metrów oraz pasy poprzeczne o szerokości 5 metrów. W rzutniach stałych odpowiednie linie wykonuje się w postaci nasypów, które umocnione są darniną i mają kilkunastocentymetrową szerokość i wysokość[1]. Linie poprzeczna mogą być także zaznaczone deskami, które wkopane są w ziemię. Na rzutniach szkolnych celami są tarcze lub chorągiewki, a podczas rzutów dopuszcza się użycie tylko granatów szkolnych, które nie posiadają materiałów wybuchowych[1];
2. bojowe – urządzone w taki sposób, żeby ćwiczący byli zabezpieczeni przed odłamkami wybuchających granatów oraz od następstw przypadkowo wybuchających granatów. Wykonuje się je w płaskim i suchym terenie, który jest oddalony od zabudowań i dróg komunikacyjnych[1]. Zasady ich budowy oraz warunki bezpieczeństwa na takich rzutniach są określane szczegółowo w odpowiednich instrukcjach. Najważniejszymi elementami rzutni bojowych są stanowiska ogniowe i wyjściowe, wały ochronne, rowy podejścia, schrony, magazyny granatów, punkty obserwacyjne itd[1].